# شبکه حالت پژواک
شبکه حالت پژواک (ESN),یک شبکه عصبی بازگشتی است که دارای یک لایه پنهان با اتصالات تنک (با به‌طور معمول ۱٪ اتصال) است. اتصالات و وزن نورون‌ها در لایه مخفی، ثابت هستند و به صورت تصادفی اختصاص داده می‌شوند. وزن نورون‌های خروجی را می‌توان آموزش داد به طوری که شبکه بتواند الگوهای زمانی خاص را مجدداً تولید کند. جذابیت اصلی این شبکه این است که اگر چه رفتاری غیر خطی را مدل می‌کند اما تنها وزنهایی که در فرایند آموزش تغییر داده می‌شوند، مربوط به وزن سیناپس‌هایی است که نورون‌های لایه مخفی را به نورون‌های لایه خروجی وصل می‌کنند؛ بنابراین تابع خطا با توجه به بردار پارامترها، یک تابع درجه دوم است و به سادگی می‌تواند به یک سیستم خطی مشتق شود.